# Синоп
Синоп (на турски: Sinop; на старогръцки: Σινώπη) е град в северна Турция, пристанище на Черно море. Населението му наброява около 47 000 жители.
Синоп е неголям град, на южното крайбрежие на Черно море, обкръжен от море и планини.
Градът практически е изолиран от останалата част на Турция, чрез планините Исфенидяр (на турски: Isfendiyar) на юг, но има прекрасни възможности за морски връзки с други градове, разположени по турското крайбрежие. Именно затова в миналото Синоп се счита за един от най-безопасните, важни пристанища и непревземаеми градове, на северното крайбрежие на Мала Азия, но с времето е изместен от град Самсун.
Днес градът се свърза с останалата част от страната с модерен път.
Градът е център на вилает Синоп, имащ около 230 000 жители, почти цялото население е заето в селското стопанство и риболовната промишленост. В околностите на града успешно и с високи добиви се отглеждат тютюн, лен и царевица.
Синоп е един от най-красивите черноморски градове. Има много легенди за основаването на града, но най-убедителната е, че града е основан от гръцки колонисти, около VII век преди н.е. Легендите говорят за това, че Синоп е роден град на великия гръцки философ Диоген.

## История
В древността градът е една от главните гръцки колонии по южния бряг на Черно море, на изток от нос Карамбис. Колонията най-вероятно е основана от спътниците на Язон (на гръцки: Ίασων), които издигнали на мястото на днешния град храм и оракул.
В Синоп през 132 година пр.н.е е роден Митридат VI Евпатор.
През 1853 година градът става арена на Синопското сражение. В пристанището на града руският флот, воден от легендарния адмирал Павел Нахимов, унищожава турския флот, с което започва Кримската война.

## Известни личности
Родени в Синоп
- Фока Синопски (47 – 117), епископ

Починали в Синоп
- Калчо Стоянов (около 1842 – преди 1908), български печатар
- Фока Синопски (47 – 117), епископ